# Susanna e i vecchioni (Lotto)
Susanna e i vecchioni è un dipinto a olio su tavola (66x51 cm) di Lorenzo Lotto, datato 1517 e conservato negli Uffizi di Firenze. È firmato e datato "Lotus Pictor 1517".

## Storia
La data fa collocare il dipinto intorno al 1517, durante il soggiorno bergamasco di Lorenzo Lotto, probabilmente eseguito per un committente privato, che potrebbe essere identificato nel giudice Benedetto Ghislandi, che lo aveva ospitato nella sua casa in occasione della stesura di un atto il 17 luglio 1518, anno successivo alla datazione della tavola, che per forma sarebbe idonea a una collezione privata, come si confaceva al formato e al tono della narrazione.
La storia nota del dipinto risale a tempi recentissimi, quando era presente nella collezione Benson a Londra passando ad Alessandro Contini Bonacossi. Dopo la morte di quest'ultimo venne acquistato dallo stato nel 1975 per 750 milioni di lire, nonostante una decina d'anni prima fosse stato scartato dalla cernita della collezione Contini Bonacossi, oggi in una sezione a parte dello stesso museo.
Si è ipotizzato che in origine potesse essere la custodia di un ritratto.

## Descrizione e stile
Nell'Antico testamento si raccontano le vicende di Susanna, casta sposa di un certo Ioakìm, che venne insidiata da due ospiti del marito venuti per discutere di questioni giuridiche. Mentre la donna passeggiava in giardino con due ancelle, prese la decisione di fare un bagno in una vasca recintata e, mentre le due serve si erano allontanate per prendere il necessario, i due anziani ospiti - i "vecchioni" - che la stavano spiando tentarono di approfittare di lei, minacciandola. Essa rispose con un netto rifiuto, al che i due l'accusarono di adulterio davanti a due servi accorsi, e solamente l'intervento del profeta Daniele la fece scagionare.
La scena mostra la donna già denudata entro un recinto murato dove si trova la vasca (con i vestiti sparsi tutto intorno), mentre dalla porta irrompono i due vecchioni, seguiti dai due servi chiamati a fare da testimoni per la falsa accusa di adulterio. I cartigli, che riportano le frasi del dialogo tra i personaggi, sono un elemento arcaico, forse richiesto esplicitamente dal committente come complemento del messaggio moralizzante dell'episodio. Susanna dichiara di preferire la morte al peccato ("SATIUS FUCO MORI QUAM / PECCARE HEU ME"); il vecchione la accusa invece ingiustamente di adulterio ("VIDIMUS EAM CUM IUVENE COMMISCERI / NI NOBIS ASSENTIAS TESTIMONIO NOSTRO PERIBIS").
In alto si distende una veduta a volo d'uccello del giardino e del castello in un paesaggio idilliaco che si perde in lontananza. Vi si vede una scena preliminare dell'episodio, con la donna che entra nel giardino mentre le due ancelle tornano indietro. Il ricorrere dei recinti allude all'hortus conclusus e sottolinea l'atmosfera di intimità violata.
La città sullo sfondo mostra un fantasioso mastio all'orientale, con strette feritoie, oltre il quale sporge un edificio con cupola e una torre fronzuta, che assomiglia alla torre delle Milizie a Roma.